# كلايتون روبي
كلايتون روبي هو محامي كندي، ولد في 6 فبراير 1942 في تورونتو في كندا.